# Моралес, Лаутаро
Лаутаро Альберто Моралес (исп. Lautaro Alberto Morales; 16 декабря 1999, Кильмес, Аргентина) — аргентинский футболист, вратарь клуба «Ланус». Участник летних Олимпийских игр 2020 в Токио.

## Клубная карьера
Моралес — воспитанник клуба «Ланус». 28 октября 2020 года в поединке Южноамериканского кубка против бразильского «Сан-Паулу» он дебютировал за основной состав. 1 ноября в матче против «Бока Хуниорс» он дебютировал в аргентинской Примере.

## Международная карьера
В 2019 году в составе молодёжной сборной Аргентины Моралес принял участие в молодёжном чемпионате Южной Америки в Чили. На турнире он был запасным и на поле не вышел.